# Jalšové
Jalšové (Hongaars: Jalsó) is een Slowaakse gemeente in de regio Trnava, en maakt deel uit van het district Hlohovec.
Jalšové telt 496 inwoners.